# Cortez (Colorado)
Cortez is een plaats (city) in de Amerikaanse staat Colorado en valt bestuurlijk gezien onder Montezuma County.

## Demografie
Bij de volkstelling in 2000 werd het aantal inwoners vastgesteld op 7977.
In 2006 is het aantal inwoners door het United States Census Bureau geschat op 8448, een stijging van 471 (5.9%).

## Geografie
Volgens het United States Census Bureau beslaat de plaats een oppervlakte van
14,3 km², waarvan 14,2 km² land en 0,1 km² water. Cortez ligt op ongeveer 1887 m boven zeeniveau.

## Plaatsen in de nabije omgeving
De onderstaande figuur toont nabijgelegen plaatsen in een straal van 56 km rond Cortez.

## Geboren
- Eli Tomac (1992), motorcrosser